# Blšanka
Blšanka (dříve též Zlatý potok, německy Goldbach) je řeka v Česku, pravostranný přítok Ohře. Protéká chmelařskou oblastí s velmi nízkým úhrnem srážek (průměrně 450–500 mm za rok). Plaveniny dodávají Blšance charakteristické červenohnědé zbarvení. Rozloha povodí činí 482,74 km².

## Průběh toku
Blšanka pramení v Doupovských horách na území vojenského újezdu Hradiště v nadmořské výšce okolo 685 m. Protéká obcemi Lubenec, Kryry, Očihov, Blšany, Libořice, Měcholupy a Holedeč a ústí do Ohře východně od Žatce. Dolní tok Blšanky je široký 5–10 m, má hlinitopísčité dno a vysoké svislé hlinité břehy, doprovázené pásem vzrostlé vegetace. V průběhu toku se střídají přírodě blízké a uměle upravené úseky. Plochá údolní niva je využívána pro pěstování chmele. Mezi Měcholupy a Holedčí má Blšanka větší spád, dno je zde kamenité s četnými peřejemi.

### Větší přítoky
levý/pravý, k ústí
- Libkovický potok (P)
- Struhařský potok (P)
- Ležecký potok (P)
- Mlýnecký potok (L)
- Podhora (L)
- Podvinecký potok (P)
- Očihovecký potok (P)
- Valovský potok (L)
- Černocký potok (P)
- Želečský potok (P)
- Klučecký potok (P)
- Radičeveská strouha (L)
- Liběšický potok (P)

## Vodní režim

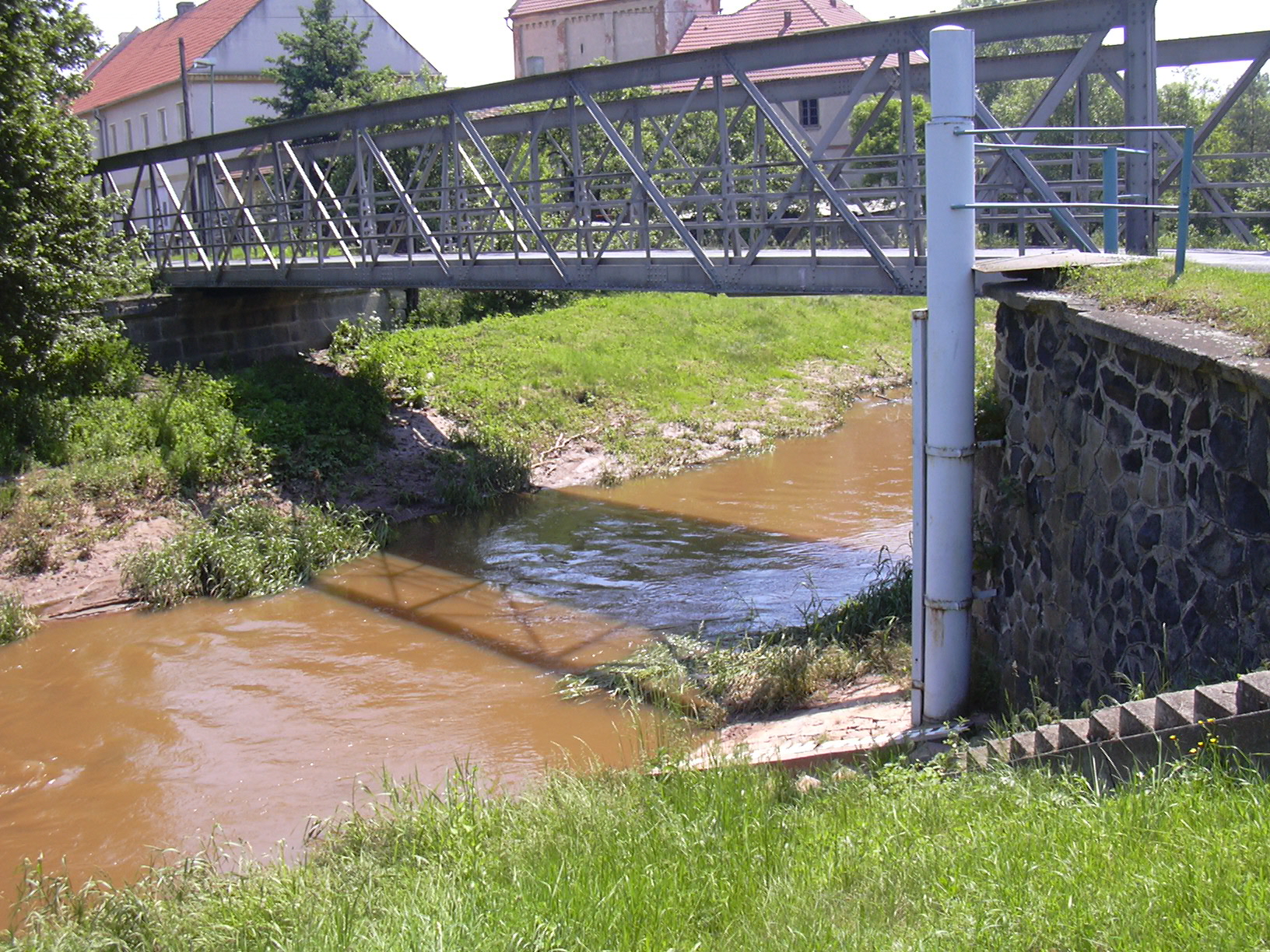
Limnigrafická stanice na řece Blšance v Holedči

Již od roku 1905 je v Holedči sledován vodní stav, v roce 1969 zde byla zřízena limnigrafická stanice. Maximální vodní stavy a průtoky jsou většinou zaznamenány v březnu (jarní tání sněhu, doprovázené srážkami), podružné maximum se někdy vyskytuje v letním období. Blšanka se vyznačuje velmi nízkými hodnotami odtokového součinitele a specifického odtoku. Během období měření byly v Holedči zaznamenány extrémní průtoky, kdy vodní hladina vystoupala do výšky 280 cm (1956) a 232 cm (1920). Naopak v letech 1906, 1907, 1911, 1935, 1953, 1965 a 2007 byla Blšanka i několik měsíců zcela vyschlá. Vodočet s aktuálním měřením vodních stavů a průtoků je v obci Kryry .
Průměrné měsíční průtoky Blšanky (m³/s) ve stanici Stránky:

### Povodně

#### Povodeň v roce 1872
Extrémní povodeň byla na Blšance zaznamenána v květnu roku 1872. Přívalový déšť a následná blesková povodeň způsobila v povodí Blšanky protržení několika rybníků a velké ztráty na lidských životech.

#### Povodeň v roce 2013
9. a 10. června 2013 se Blšanka rozvodnila po přívalových deštích. Voda zaplavila mnoho domů v Lubenci, Kryrech, Libořicích a dalších sídlech. v Lubenci hrozilo protržení rybníků. Vodní stav na vodočtu Stránky byl 270 cm a průtok přes 70 m³/s.

### Plaveniny
Od roku 1995 probíhá v Holedči také pravidelné sledování plavenin. Většina plavenin odteče během několika dní v roce při povodňových událostech. Odnos plavenin v jednotlivých letech kolísá. Zatímco ve vodném roce 1995 proteklo Holedčí skoro 7000 tun plavenin, v suchém roce 1998 byl odtok plavenin pouze 293 tuny. Nejvyšší hodnoty kalnosti (koncentrace plavenin) jsou zaznamenány v letním období po intenzivních přívalových srážkách. Červenohnědé zbarvení plavenin je způsobeno vysokým obsahem sloučenin železa v půdách na zvětralinách permských hornin.